# Parafia Matki Bożej Częstochowskiej w Zielonej Górze
Parafia pw. Matki Bożej Częstochowskiej w Zielonej Górze – rzymskokatolicka parafia położona w dekanacie Zielona Góra – Podwyższenia Krzyża Świętego, diecezji zielonogórsko-gorzowskiej, metropolii szczecińsko-kamieńskiej w Polsce, erygowana 26 sierpnia 1987. Na terenie parafii znajduje się Kuria Diecezjalna oraz Zgromadzenie Sióstr Świętej Elżbiety, które prowadzi Przedszkole Ogólnodostępne i Specjalne, Zakład Rehabilitacji oraz Dzienny Dom Pobytu „U Pana Boga za piecem”.
Obok kościoła stoi, odsłonięty 30 sierpnia 2018, pomnik patrona miasta św. Urbana I.

## Miejsca kultu
- Kościół pw. Matki Boskiej Częstochowskiej w Zielonej Górze
- kaplica Sióstr Elżbietanek
- kaplica w budynku Kurii Diecezjalnej

## Proboszczowie
- ks. prał. Mieczysław Dereń (1987–2016)
- ks. kan. Roman Litwińczuk (2016–2019)
- ks. kan. Zdzisław Przybysz (2019 – zm. 2020)[2]
- ks. kan. Piotr A. Kamiński (30 października 2020 – 1 sierpnia 2021 administrator; od 2 sierpnia 2021 proboszcz)[3]

## Zasięg parafii
Źródło: oficjalna strona parafii
Ulice w Zielonej Górze:

- 1-go Maja (nr. 1-4),
- 30 maja 1960,
- Aleja Konstytucji 3-go maja (nr nieparzyste),
- Aleja Wojska Polskiego (nr nieparzyste do 25, parzyste do 84),
- Armii Krajowej,
- Boduena,
- Dąbrowskiego (nr nieparzyste),
- Dąbrówki,
- Długa (nieparzyste),
- Grottgera (nieparzyste),
- Jedności,
- Jelenia,
- Kasprowicza,
- Krakusa,
- Krośnieńska,
- Krucza,
- Kupiecka (nr parzyste od 32),
- Lisia,
- Lisowskiego,
- Łąkowa,
- Mariacka,
- Mickiewicza (nr nieparzyste do 9),
- Miodowa,
- Młyńska,
- Moniuszki (nr nieparzyste do 11, parzyste do 4),
- Morwowa,
- Objazdowa,
- Okulickiego (nr nieparzyste do 25),
- Osadnicza,
- Pl. Powstańców Wlkp.,
- Pl. Słowiański,
- Pod Filarami (nr nieparzyste),
- Polna,
- Powstańców Warszawy,
- Przy gazowani,
- Reja,
- Rymarska,
- Składowa,
- Słoneczna,
- Sobieskiego,
- Stary Rynek (nr nieparzyste),
- Studzianki,
- Szarych Szeregów,
- Świętej Trójcy,
- Świętojańska,
- Wandy,
- ks. Piotra Wawrzyniaka,
- Węglowa,
- Wiejska,
- Wiśniowa (nr nieparzyste),
- Zamkowa,
- Zjednoczenia (nr nieparzyste do 11),

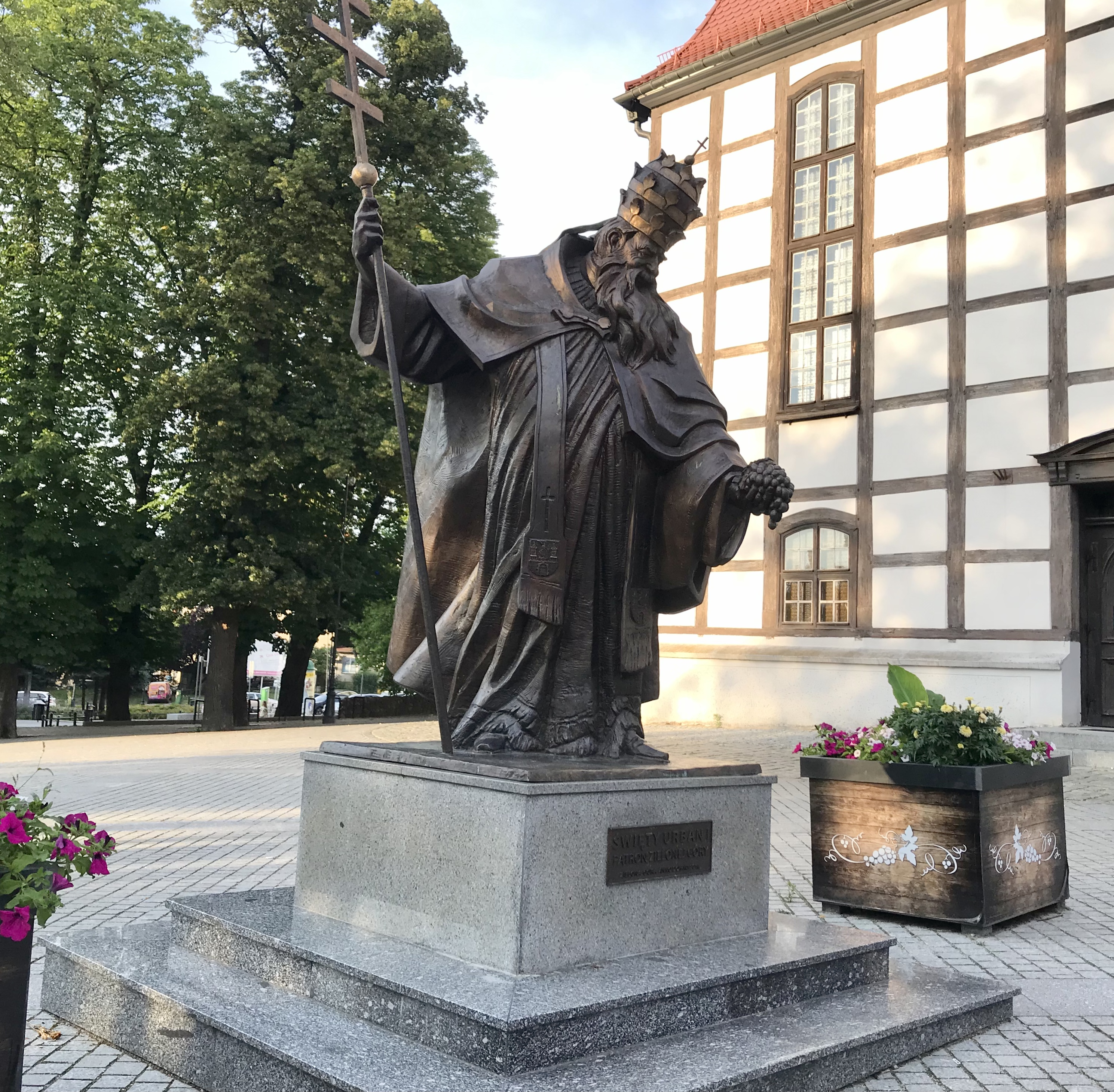
Pomnik papieża Urbana I znajdujący się obok kościoła.

- Żeromskiego (nr parzyste)